# Haploniscus gernekei
Haploniscus gernekei är en kräftdjursart som beskrevs av Brian Frederick Kensley1978. Haploniscus gernekei ingår i släktet Haploniscus och familjen Haploniscidae. Inga underarter finns listade i Catalogue of Life.